# Confiscación
La confiscación, comiso o decomiso, en Derecho, es el acto de incautar o privar de las posesiones o bienes sin compensación, pasando ellas al erario.
En sentido estricto, por lo general se entiende que la confiscación es una pena principal consistente en la privación de bienes, mientras que el comiso o decomiso es la pena accesoria que supone la pérdida o privación de los efectos o productos del delito y de los instrumentos con que este se cometió. El término decomiso también se utiliza para designar las cosas que han sido objeto de comiso.
Habitualmente, los artículos ilegales, como los narcóticos o armas de fuego y las ganancias de la venta de este tipo de mercancías, pueden ser confiscadas por la autoridad competente. 
No es extraño que también se produzcan confiscaciones sobre la mayor parte de los ciudadanos, como en la criminalización por la posesión de oro de Franklin D. Roosevelt, la usurpación de bienes a los judíos en la Alemania nazi, la nacionalización que siguió a la revolución cubana, el corralito en la Argentina, y más recientemente, el embargo de ahorros en Chipre en 2013. En algunos países, las acciones del Estado (por ejemplo la zonificación) que reducen el valor de las propiedades para el dueño de manera que las deja casi sin valor, han sido consideradas como una forma de confiscación.

## Legislación sobre decomiso

### España
El decomiso se encuentra regulado en los artículos 127 a 127 octies y 128 del Código Penal.

## Otros usos del término
A nivel familiar este término aplica en el hecho de sustraer a los niños algún objeto divertido para ellos (por ejemplo algún juguete, una consola de videojuegos, reproductor de música, etc.) como castigo a su mal comportamiento.